# Romford FC
Romford FC (celým názvem: Romford Football Club) je anglický fotbalový klub, který sídlí v severovýchodním Londýně. Založen byl v roce 1876 pod názvem Romford Town FC. Od sezóny 2018/19 hraje v Isthmian League North Division (8. nejvyšší soutěž). Klubové barvy jsou modrá a žlutá.
Své domácí zápasy odehrává na stadionu Ship Lane s kapacitou 3 500 diváků.

## Historické názvy
Zdroj: 
- 1876 – Romford Town FC (Romford Town Football Club)
- 1920 – zánik
- 1929 – obnovena činnost pod názvem Romford FC (Romford Football Club)
- 1978 – zánik
- 1992 – obnovena činnost pod názvem Romford FC (Romford Football Club)
- 1996 – fúze s Collier Row FC ⇒ Collier Row & Romford FC (Collier Row & Romford Football Club)
- 1997 – Romford FC (Romford Football Club)

## Získané trofeje
- Essex Senior Cup ( 5× )
  - 1911/12, 1931/32, 1933/34, 1937/38, 1946/47

## Úspěchy v domácích pohárech
Zdroj: 
- FA Cup
  - Čtvrtfinále: 1880/81
- FA Amateur Cup
  - Finále: 1948/49
- FA Trophy
  - 2. kolo: 1998/99
- FA Vase
  - 5. kolo: 1996/97

## Umístění v jednotlivých sezonách
Stručný přehled
Zdroj: 
- 1909–1910: Southern Football League (Division Two "B")
- 1912–1914: Athenian League

- 1931–1939: Athenian League
- 1945–1959: Isthmian League
- 1959–1960: Southern Football League (Division One)
- 1960–1975: Southern Football League (Premier Division)
- 1975–1978: Southern Football League (Division One South)

- 1992–1996: Essex Senior League
- 1996–1997: Isthmian League (Second Division)
- 1997–2001: Isthmian League (First Division)
- 2001–2002: Isthmian League (Second Division)
- 2002–2009: Essex Senior League
- 2009–2018: Isthmian League (Division One North)
- 2018– : Isthmian League (North Division)

Jednotlivé ročníky
Zdroj: 
Legenda: Z - zápasy, V - výhry, R - remízy, P - porážky, VG - vstřelené góly, OG - obdržené góly, +/- - rozdíl skóre, B - body, červené podbarvení - sestup, zelené podbarvení - postup, fialové podbarvení - reorganizace, změna skupiny či soutěže
| Sezóny  | Liga                                 | Úroveň | Z  | V  | R  | P  | VG | OG | +/- | B  | Pozice |
| ------- | ------------------------------------ | ------ | -- | -- | -- | -- | -- | -- | --- | -- | ------ |
| 2009/10 | Isthmian League (Division One North) | 8      | 42 | 15 | 7  | 20 | 71 | 88 | -17 | 52 | 13.    |
| 2010/11 | Isthmian League (Division One North) | 8      | 40 | 16 | 7  | 17 | 63 | 66 | -3  | 55 | 12.    |
| 2011/12 | Isthmian League (Division One North) | 8      | 42 | 15 | 12 | 15 | 63 | 73 | -10 | 57 | 13.    |
| 2012/13 | Isthmian League (Division One North) | 8      | 42 | 19 | 7  | 16 | 72 | 72 | 0   | 64 | 8.     |
| 2013/14 | Isthmian League (Division One North) | 8      | 46 | 21 | 5  | 20 | 76 | 69 | +7  | 68 | 11.    |
| 2014/15 | Isthmian League (Division One North) | 8      | 46 | 13 | 9  | 24 | 69 | 99 | -30 | 48 | 20.    |
| 2015/16 | Isthmian League (Division One North) | 8      | 46 | 12 | 12 | 22 | 59 | 83 | -24 | 48 | 16.    |
| 2016/17 | Isthmian League (Division One North) | 8      | 46 | 15 | 11 | 20 | 59 | 90 | -31 | 56 | 16.    |
| 2017/18 | Isthmian League (Division One North) | 8      | 46 | 10 | 11 | 25 | 51 | 97 | -46 | 41 | 23.    |
| 2018/19 | Isthmian League (North Division)     | 8      | 38 |    |    |    |    |    |     |    |        |